# Chiesa di Sant'Antonio (Cerreto Sannita)

La copertina del Libro della fondazione e del patrimonio della cappella del Tesoro nella chiesa di Sant'Antonio, distrutta dal terremoto del 5 giugno 1688.

La chiesa di Sant'Antonio è un'architettura religiosa sita nel centro storico di Cerreto Sannita, intitolata al santo patrono del comune.
L'edificio era annesso all'ex convento dei padri conventuali di Sant'Antonio, oggi palazzo Sant'Antonio.
A seguito degli eventi sismici del 29 dicembre 2013 e del 20 gennaio 2014 la chiesa è stata dichiarata non fruibile a causa della presenza di una evidente "lesione di distacco tra parete e altare e navata, presumibilmente passante, che interessa tutto il perimetro, lungo la cupola cappella
di destra, volta e finestra campanile".

## Storia

### La chiesa nella vecchia Cerreto
Il convento dei francescani, cui era annessa la chiesa, venne fondato nella Cerreto antica intorno al 1240, pochi anni dopo la morte di san Francesco d'Assisi e di sant'Antonio di Padova secondo quanto si deduce da un documento del 1244 col quale un certo Salomone, figlio di Girardo di Massa di Faicchio, donò al convento un appezzamento di terreno.
La chiesa trovava posto a sinistra del convento ed era molto grande, a giudicare dagli altari e cappelle che vi sorgevano. Tra queste la più importante era sicuramente la cappella del Tesoro, fondata da padre Cesare De Laurentiis, cerretese e Maestro dell'Ordine, la cui costruzione iniziò nel maggio del 1625.
La cappella del Tesoro, ricavata aprendo un varco tra il coro e la Congregazione del pianto, era preceduta da un atrio nel quale si affacciavano due cappelline dedicate entrambe a San Giovanni Battista.
Dopo queste due cappelline si entrava nella grande Cappella del Tesoro, terminata nel 1627. Quest'oratorio, costruito a pianta circolare, possedeva ben venticinque nicchie contenenti altrettante statue di santi. Queste statue, dotate ognuna di una reliquia del santo corrispondente, erano costate dieci ducati ciascuna e sette di esse erano state acquistate dai frati mentre le restanti erano state donate da privati cittadini cerretesi. Al centro si ergeva un altare intitolato a San Francesco d'Assisi che acquisiva un forte risalto grazie alla pavimentazione dell'aula, costituita da mattonelle in ceramica bianche e nere.
La chiesa, che nei secoli XVI-XVII ospitò più volte il sinodo diocesano, venne completamente distrutta dal terremoto del 5 giugno 1688.

### La chiesa dopo il 1688
Dopo il sisma del 1688 chiesa e convento vennero ricostruiti nel nuovo tessuto urbanistico di Cerreto Sannita, progettato da Giovanni Battista Manni.
Dalle macerie della vecchia chiesa vennero tratte in salvo solo poche opere d'arte come la pregevole scultura argentea del Santo, portata in processione il 13 giugno di ogni anno, e alcune oreficerie.
In attesa della edificazione della chiesa i fedeli usavano riunirsi in un locale detto "piccola chiesa" e, successivamente, "chiesa vecchia". Questo locale corrisponde al vasto ambiente sito fra la chiesa e palazzo Sant'Antonio, locale attualmente adibito a cartolibreria.
Nel 1729 il tempio fu terminato e adibito a culto mentre solo nel 1765 avvenne la decorazione della facciata.
Sant'Antonio da Padova venne dichiarato ufficialmente Patronus Principalis di Cerreto Sannita nel 1731 da mons. Baccari. Ma da molti anni prima era venerato dai cerretesi come tale come si evince da un processo matrimoniale del 1616 dal quale si apprende che la denuncia di matrimonio tra i promessi sposi Giovan Angelo Mazzacane e Camilla Salomone avvenne "nella festa di s. Antonio da Padua, Protectore della sopradetta Terra di Cerreto". Nel 1721 Giovan Camillo Rosato, dopo aver baciato la reliquia nel petto della scultura argentea custodita nel Duomo, riacquistò la parola persa durante una lunga malattia. Nel 1733 gli amministratori dell'Universitas deliberarono l'offerta annua di venti libbra di cera bianca lavorata in occasione della festa patronale.
Il terremoto del 26 luglio 1805 danneggiò gravemente l'edificio facendo crollare il presbiterio, la cupola e il transetto. Nonostante un contratto di appalto stipulato nel 1806 tra i frati ed il muratore Vincenzo Terreri, le parti della chiesa crollate a causa del sisma non vennero mai più ricostruite perché pochi mesi dopo venne soppresso il convento con decreto del Re di Napoli Murat.

## Descrizione

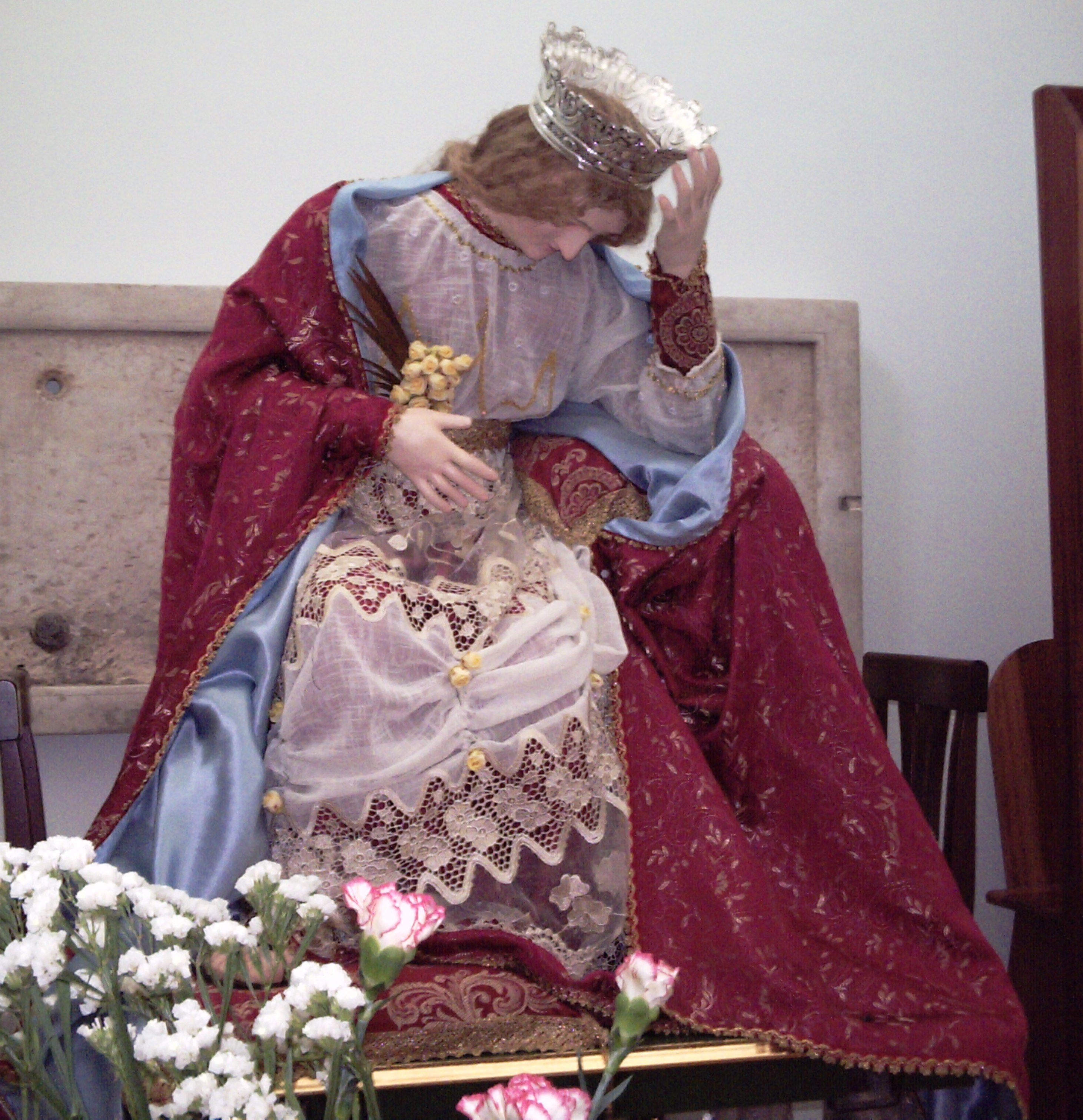
La statua lignea di Santa Caratisa, salvatasi al terremoto del 5 giugno 1688.

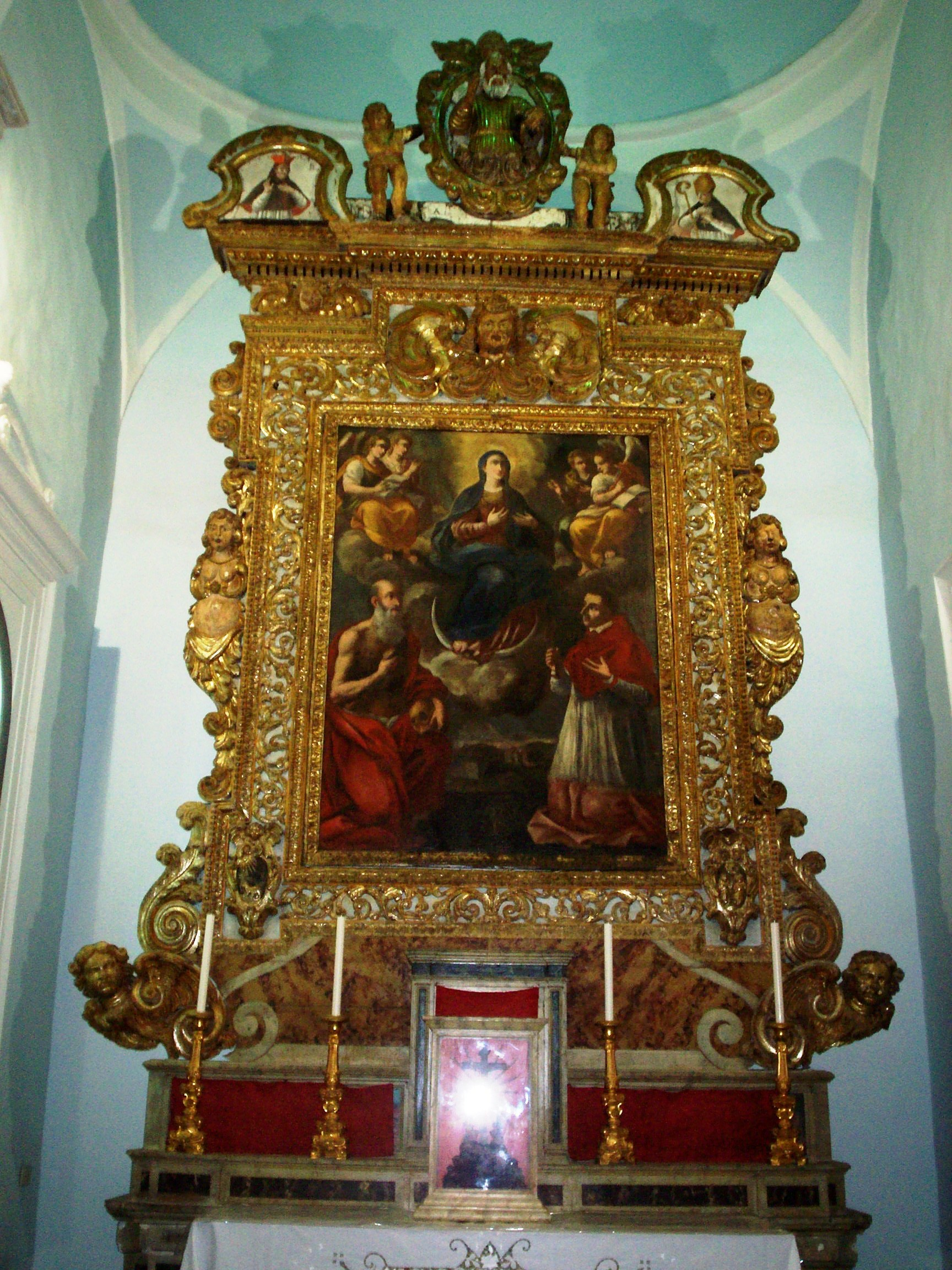
La pala della Madonna del Pianto.

La facciata della chiesa è alta e sobria, priva di eccessive decorazioni. Alla base del finestrone si può ammirare lo stemma in stucco dell'Ordine dei Frati Minori Conventuali che risiedevano nell'annesso convento.
Mediante una scalinata si accede al sagrato dove si può ammirare il portale in pietra, realizzato nella prima metà del XVIII secolo.
L'interno appare molto ridotto rispetto alle dimensioni originarie a causa del crollo della cupola, del presbiterio e del transetto avvenuto con il terremoto del 1805.
La pianta della chiesa è a croce latina, ad un'unica navata avente cappelle laterali e pregevoli decorazioni a stucco in stile barocco iniziate da Giovanni Battista Antonini e compiute da Giacomo Caldarisi nel primo Settecento.
Vi si conserva la statua di Santa Caratisa, salvatasi al terremoto del 5 giugno 1688.

### Cappelle a sinistra
- Prima Cappella: vi è sita una pala ed un altare in legno riccamente intagliati, decorati e dorati ad opera del Forlì, nei primi anni del XVII secolo. Nel centro vi è una tela raffigurante la Madonna del Pianto fra San Gerolamo e San Carlo Borromeo. Negli scomparti dell'altare, protette da lastre di vetro e tendine in velluto rosso, sono conservate alcune ossa appartenenti a diversi santi e provenienti dalla Cappella del Tesoro della chiesa distrutta dal terremoto del 1688.

Nella predella dell'altare è un pavimento in ceramica cerretese del primo Settecento ad opera di Nicolò Russo. A sinistra vi è una tela raffigurante con San Nicola.
- Seconda Cappella: vi è una scultura lignea della Vergine Immacolata opera del cerretese Silvestro Jacobelli. In basso è un pavimento in ceramica cerretese del XVIII secolo.

### Sacrestia
Nella sacrestia vi sono una tela raffigurante San Giuseppe da Copertino  e alcuni stucchi settecenteschi, con impresso lo stemma dei frati.

### Presbiterio
Vi è l'altare maggiore in marmi policromi realizzato nel 1775 dal mastro marmoraro Vincenzo D'Adamo.
Retrostante ad esso è una tela del 1750 di Francesco Celebrano che raffigura Sant'Antonio in ginocchio che con la mano destra sorregge il Bambino, mentre con la mano sinistra indica la chiesa che è raffigurata così come appariva prima del terremoto del 1805, con la cupola e il transetto successivamente crollati. Il Bambino poggia su di un libro a sua volta poggiato su di un tavolino, a fianco a un cranio. Un angelo sta per porgere una corona di fiori sulla testa del Bambino mentre un putto, in basso a sinistra, regge il giglio di Sant'Antonio. In basso a destra è posto lo stemma dell'Universitas di Cerreto che commissionò l'opera.

### Cappelle a destra
- Prima Cappella: sculture lignee di San Ciro, San Espedito e della Madonna delle Grazie.
- Seconda Cappella: pavimento in ceramica cerretese del XVIII secolo.